# Fluoxetin
Fluoxetin je lék používaný zejména při léčení deprese. Patří do skupiny SSRI (selektivní inhibitory zpětného vychytávání serotoninu), látek, které zabraňují zpětnému vychytávání mediátoru serotoninu z nervové synaptické štěrbiny.

## Obchodní název
Fluoxetin je po celém světě znám pod obchodní značkou Prozac, pod kterou ji uvedla na trh americká firma Eli Lilly v roce 1988. V České republice se tento lék prodává také pod názvy Magrilan, Deprex, Defluox, Fluzak, Apo-Fluoxetine, Fluoxetin Ratiopharm a Fluoxetine Vitabalans.

## Dávkování
Denní dávkování je většinou 20 mg v jedné denní dávce. Účinek při léčbě deprese nastupuje se zpožděním, zhruba 14 dní až tři týdny. V játrech vzniká aktivní metabolit norfluoxetin.
Nežádoucí účinky se vyskytují především na začátku léčby – průjem, pocení, bolest hlavy, sebevražedné tendence.
Nesmí se kombinovat s látkami, které patří do skupiny inhibitorů enzymu monoaminooxidázy.
Další léčiva ze skupiny SSRI – citalopram, sertralin, fluvoxamin, paroxetin.
Nejpoužívanější léčiva z této skupiny jsou v současné době (2009) citalopram (a escitalopram – stereoizomer citalopramu) a sertralin.